# チャフィン農園の戦い
チャフィン農園の戦い（チャフィンのうえんのたたかい、英:Battle of Chaffin's Farm、あるいはニューマーケット高地の戦い、英:Battle of New Market Heights、またはハリソン砦の戦い、英:Battle of Fort Harrison）は、南北戦争終盤のピーターズバーグ包囲戦の一部として1864年9月29日から9月30日に、バージニア州ヘンライコ郡で行われた戦いである。

## 背景
この戦争の性格は南北戦争最後の10ヶ月間に劇的に展開していった。この方面作戦前の大規模で束縛の無い動きに代わって塹壕線に入っての静的な戦いが支配していた。これは1864年6月のコールドハーバーの戦いに始まり、ピーターズバーグの周りでの一連の戦いでは南の方に徐々に回っていく戦術が採られた。この事情で時として大規模な会戦が行われた。チャフィン農園の戦いは特に戦争終盤の戦いの特徴的な例となっている。
戦争の開始当初から南軍の工兵は熱心にリッチモンドの周りに恒久的な防御設備を構築していた。1864年までに首都の南ジェームズ川の地元住民の名前を採った大きくて広々とした崖、チャフィン農園で端を発するシステムを造り上げた。この外郭線は直接および内側のもっと首都に近い防御設備のシステムで支えられていた。
この防御線の強度は1864年9月まで試されることはなかったが、このとき北軍のユリシーズ・グラント将軍がジェームズ川の南北から同時に攻撃することでリッチモンドあるいはピーターズバーグを奪おうと試みた。

## 戦闘
川の北からの攻撃は9月29日に起こった。ベンジャミン・フランクリン・バトラー指揮する北軍ジェームズ軍が2面から攻撃を仕掛けた。北軍第10軍団はディープ･ボトムの北にあるニューマーケット高地に進み、第18軍団はハリソン砦を攻撃した。

### ニューマーケット高地
デイビッド・B・バーニー少将は第10軍団をディープ・ボトムの橋頭から、南軍ジョン・グレッグ准将が守るニューマーケット高地頂上にある南軍工作物に向けて移動させた。アメリカ有色人部隊の1個旅団が高地を攻撃したが撃退された。黒人兵クリスチャン・フリーとウッドはこの攻撃での行動で後に名誉勲章を得ることになった。バーニーは攻撃隊を増強し、再度高地を襲った。アルフレッド・H・テリーの師団がうまく南軍の左側面に回りこみ戦闘の流れが変わった。このときハリソン砦に対する北軍の攻撃が成功したという報せがグレッグの元に入り、南軍はグレッグ、ジルマーおよびジョンソンの各砦まで部隊を退かせることになった。
バーニー軍団は一旦ニューマーケット高地を奪うと、ニューマーケット道路に沿って北西に転じハリソン砦の北でリッチモンドを守る第二の工作物線に対して動いた。デイビッド・バーニーの兄であるウィリアム・バーニー准将がジルマー砦の南にあるグレッグ砦に対してアメリカ有色人部隊の1個旅団を率いた。この攻撃は有色人部隊の英雄的行動で特徴付けられるが、最終的には撃退された。

### ハリソン砦
バーニーの最初の攻撃が動き始めたのとほぼ同じ時に、北軍エドワード・オード少将の第18軍団がニューマーケット高地の西にあるハリソン砦を襲った。オードの襲撃はゲティスバーグの戦いにも参戦した古参士官ジョージ・スタナード准将に率いられた。スタナードの部隊は開けた野原を横切り砦の直前にあるわずかな凹みを遮蔽に使って短時間休息した後、砦を奪取した。南軍の守備隊は敗れて後方に下がり、第2防御線に逃げ場を求めた。北軍ハイラム・バーナム准将がこの攻撃で戦死した。北軍はその名誉を称えて奪取した砦の名前がバーナム砦と変えられた。
北軍の攻撃隊は砦の内側に入ると秩序が乱れた。スタナードは負傷しており、その旅団指揮官3人とも負傷するか戦死していた。チャールズ・ヘックマン准将の支援隊が遥か北に進んで撃退された。オードは自ら部隊を再招集してそれまでの成功に付け込もうとしたが、オードも重傷を負って倒れた。指揮官を失ったことやジェイムズ川には装甲艦がいたので、ジェイムズ川沿いチャフィン崖での第18軍団の行動が止まった。
ロバート・E・リーはハリソン砦喪失の重大さを認識し、自らピーターズバーグからチャールズ・フィールド准将の指揮で10,000名の援軍をもたらした。9月30日、負傷したオードに代わってゴッドフリー・ワイツェル少将が指揮するハリソン砦に対して、リーは反撃と奪取を命じた。南軍の攻撃は協調が取れておらず、容易に撃退された。

## 結果
グラントが予測していたようにチャフィン農園周りの戦闘で、リーはその部隊を移動させることになり、ピーターズバーグの南であったピーブル農園の戦いで北軍が勝利することに役立った。11月以降両軍は塹壕線に入ることになりそれが戦争の終わり近くまで続いた。チャフィン農園の戦いでは両軍合わせて5,000名近い損失が出た。